# Natri persulfat
Natri pesunfat (công thức hóa học: Na2S2O8) là một hợp chất vô cơ. Nó là một chất oxy hóa mạnh. Nó gây kích thích nặng cho da, mắt, và hệ hô hấp. Nó hầu như không hút ẩm và có điều kiện bảo quản cho thời gian dài. Nó dễ dàng và an toàn để sử dụng bằng tay. Nó khó bắt lửa nhưng giải phóng oxy một cách dễ dàng và giúp các vật liệu khác bắt cháy.
Nó được dùng làm thuốc tẩy, cả nguyên chất (mỹ phẩm cho tóc) và thành phần cho chất tẩy. Nó là sự thay thế cho amoni pesunfat trong hỗn hợp khắc axit cho kẽm và mạch in, và dùng để tẩy sạch đồng và một số kim loại khác bằng axit. Nó là nguồn gốc tự do, làm cho nó trở nên hữu ích như là nguồn khởi đầu các gốc tự do cho phản ứng trùng hợp nhũ tương và cho việc tăng tốc độ gia nhiệt của các chất dính fomandehit thấp. Nó còn là chất điều hòa đất và trong quá trình sản xuất chất nhuộm, biến đổi tinh bột, chất hoạt hóa thuốc tẩy, tác nhân rũ hồ trong sự rũ hồ oxy hóa.
Điều kiện/vật chất tránh trộn với pesunfat là: độ ẩm, nhiệt, ngọn lửa, nguồn cháy, va chạm mạnh, chất khử, vật liệu hữu cơ, natri peroxide, nước, nhôm và bột kim loại.
Natri pesunfat là một chất oxy hóa trong hóa học, ví dụ là trong phản ứng tổng hợp điapocynin từ apocynin có sắt(II) sunfat làm chất kích hoạt:
Gốc sunfat hình thành đúng vị trí có thế điện cực chuẩn là 2,7 V.